# Amanita rubrovolvata
Amanita rubrovolvata es una especie de hongo basidiomiceto venenoso del género Amanita, de la familia Amanitaceae.

## Características
El píleo es ovoide, luego con la madurez convexo, su color es rojo anaranjado, su diámetro puede alcanzar los 2 centímetros, el estipe es de color amarillento y puede llegar a medir 10 centímetros de largo y su grosor alcanza a 1 centímetro. Posee anillo en el tallo.
Crece en las bases de los árboles de los bosques de hojas caducas en el este de Asia, (China, Nepal, Corea del Sur, norte de la India y Tailandia).